# 何礼 (1912年)
何礼（1912年1月27日—1986年7月5日），原名何维登。云南省宁安县人，中华人民共和国政治人物。

## 生平
1932年9月，何礼进入北平辅仁大学中文系。1934年9月，转清华大学理学院心理系学习。1936年2月，中华民族解放先锋队成立后，他加入组织，并负责通讯工作。同年6月，加入中国共产党，负责《北方新文学月刊》的编辑出版。同年10月，北平大学救国联合会成立，他任常委。西安事变后，他担任北平地下党创办机关刊物《北方青年》负责人。七七事变后，北平沦陷。何礼经中共地下党安排，同蒋南翔一起转往南京。到南京后，经中共代表团博古同意，重新改组南京平津流亡同学会，他出任执行委员。同年11月，党组织派他到武汉，筹办中共长江局的公开刊物《战时青年》月刊，任社长。1938年秋武汉沦陷，中共中央派其赶往延安，随后他参加了中组部训练班、西北青年救国联合会代表大会。1939年3月，奉命赴重庆任中央南方局青年工作委员会委员。后至中共云南省工作委员会任青委书记。1941年1月，皖南事变爆发后他撤回延安。5月，任中央青委干部部国民党区工作组秘书。1944年10月，在延安中学任副校长兼教导主任。1945年4月，他作为云南省的候补代表参加中国共产党第七次全国代表大会。
抗日战争结束后，他被派至东北局社会部工作。1946年9月，东北行政委员会决定由何礼等人接收私立哈尔滨大学，并任副校长（车向忱为校长）。同年底，任中共哈尔滨市委教育工作委员会书记。1948年3月，调任哈尔滨特别市道里新阳联合区委副书记，后任道里区区委书记。1949年6月，他调回北平，在团中央任学生部部长及少年儿童部部长，并兼任《少年报》社社长等职。同年9月，被选为中国人民政治协商会议第一届全体会议代表。1953年至1957年，担任清华大学附设工农速成中学校长。1960年2月，调教育部任高教二司司长，兼政策研究室主任。1963年9月21日，调任吉林大学副校长，主管教学。期间成立日本历史、日本政治、日本经济和日本文学4个研究室（后来的日本问题研究所），同时还成立了印度问题和朝鲜问题研究室。
文化大革命期间受到批斗，1970年3月，他被下放到吉林省左家五七干校劳动改造。1974年12月，经中共吉林省委决定，他重返吉林大学任革委会副主任，主管教学及理科科研工作，此外主持了国家委托的编写《汉日词典》。期间支持筹建了吉林大学计算机科学系。1976年10月，文化大革命结束后，他开始主管教学工作。1983年3月，蒋南翔主持“中央党校党史研究班”负责编写《一二·九运动史要》，抽调他到北京参与编撰。同年4月，他被选为吉林省第五届政协委员。1984年2月，任吉林大学顾问。1985年2月成稿后返回吉林。1986年7月5日，何礼因病在长春逝世，终年74岁。病逝后，遵医嘱将遗体大脑、心脏器官捐献给白求恩医科大学。